# Campeonato Mundial de Atletismo de 2013 - 400 m com barreiras feminino
A prova dos 400 metros com barreiras feminino do Campeonato Mundial de Atletismo de 2013 foi disputada entre os dias 12 e 15 de agosto no Estádio Lujniki, em Moscou. 

## Recordes
Antes desta competição, os recordes mundiais e do campeonato nesta prova eram os seguintes.
| Tipo                  | Atleta            | Tempo | Local  | Data                 | Ref |
| --------------------- | ----------------- | ----- | ------ | -------------------- | --- |
|                       | Yuliya Pechonkina | 52:34 | Tula   | 8 de agosto de 2003  | ver |
| Recorde do campeonato | Melaine Walker    | 52:42 | Berlim | 20 de agosto de 2009 | ver |

## Medalhistas
| Ouro                 | Prata                  | Bronze               |
| Zuzana Hejnová (CZE) | Dalilah Muhammad (USA) | Lashinda Demus (USA) |

## Cronograma
| Data         | Hora  | Evento    |
| ------------ | ----- | --------- |
| 12 de agosto | 11:50 | Baterias  |
| 13 de agosto | 19:05 | Semifinal |
| 15 de agosto | 21:45 | Final     |

Todos os horários são horas locais (UTC +4)

## Resultados

### Baterias
Qualificação: Os 3 de cada bateria (Q) e os 4 mais rápidos (q) avançam para a semifinal. 
| Classificação | Bateria | Faixa | Nome                        | Nacionalidade     | Tempo | Nota |
| ------------- | ------- | ----- | --------------------------- | ----------------- | ----- | ---- |
| 1             | 3       | 2     | Perri Shakes-Drayton        | Grã-Bretanha      | 54.42 | Q    |
| 2             | 4       | 5     | Dalilah Muhammad            | Estados Unidos    | 54.90 | Q    |
| 3             | 3       | 3     | Lashinda Demus              | Estados Unidos    | 54.94 | Q    |
| 4             | 4       | 1     | Eilidh Child                | Grã-Bretanha      | 55.17 | Q    |
| 5             | 2       | 8     | Zuzana Hejnová              | Chéquia           | 55.25 | Q    |
| 6             | 3       | 1     | Natal'ja Antjuch            | Rússia            | 55.29 | Q    |
| 7             | 3       | 4     | Lauren Boden                | Austrália         | 55.37 | q    |
| 8             | 1       | 2     | Denisa Rosolová             | Chéquia           | 55.44 | Q    |
| 9             | 1       | 8     | Meghan Beesley              | Grã-Bretanha      | 55.45 | Q    |
| 9             | 4       | 7     | Irina Davydova              | Rússia            | 55.45 | Q    |
| 11            | 2       | 5     | Hanna Titimec               | Ucrânia           | 55.50 | Q    |
| 12            | 4       | 4     | Hanna Jaroščuk              | Ucrânia           | 55.73 | q    |
| 13            | 2       | 7     | Nickiesha Wilson            | Jamaica           | 55.75 | Q    |
| 14            | 1       | 1     | Vania Stambolova            | Bulgária          | 55.91 | Q    |
| 15            | 3       | 6     | Ristananna Tracey           | Jamaica           | 55.94 | q    |
| 16            | 2       | 6     | Christine Spence            | Estados Unidos    | 55.96 | q    |
| 17            | 1       | 7     | Satomi Kubokura             | Japão             | 56.33 | SB   |
| 18            | 2       | 3     | Anastasija Ott              | Rússia            | 56.39 |      |
| 19            | 4       | 3     | Jennifer Rockwell-Grossarth | Itália            | 56.53 |      |
| 20            | 3       | 7     | Phara Anacharsis            | França            | 56.73 |      |
| 21            | 1       | 5     | Axelle Dauwens              | Bélgica           | 56.85 |      |
| 22            | 4       | 6     | Danielle Dowie              | Jamaica           | 57.03 |      |
| 23            | 4       | 8     | Ugonna Ndu                  | Nigéria           | 57.27 |      |
| 24            | 4       | 2     | Noelle Montcalm             | Canadá            | 57.50 |      |
| 25            | 2       | 4     | Anneri Ebersohn             | África do Sul     | 57.90 |      |
| 26            | 2       | 2     | Amaliya Sharoyan            | Armênia           | 57.97 | NR   |
| 27            | 1       | 3     | Hayat Lambarki              | Marrocos          | 58.00 |      |
| 28            | 3       | 8     | Sparkle McKnight            | Trinidad e Tobago | 58.85 |      |
| 29            | 1       | 4     | Georganne Moline            | Estados Unidos    | 59.05 |      |
| 30 !          | 1       | 6     | Kaliese Spencer             | Jamaica           | DQ    |      |
| 30 !          | 2       | 1     | Muizat Ajoke Odumosu        | Nigéria           | DQ    |      |
| 30 !          | 3       | 5     | Christine Sonali Merrill    | Sri Lanka         | DQ    |      |

### Semifinal
Qualificação: Os 3 de cada bateria (Q) e os 2 mais rápidos (q) avançam para a final.
| Classificação | Bateria | Faixa | Nome                 | Nacionalidade  | Tempo | Nota  |
| ------------- | ------- | ----- | -------------------- | -------------- | ----- | ----- |
| 1             | 1       | 4     | Zuzana Hejnová       | Chéquia        | 53.52 | Q     |
| 2             | 2       | 5     | Perri Shakes-Drayton | Grã-Bretanha   | 53.92 | Q     |
| 3             | 1       | 5     | Dalilah Muhammad     | Estados Unidos | 54.08 | Q     |
| 4             | 2       | 4     | Lashinda Demus       | Estados Unidos | 54.22 | Q, SB |
| 5             | 1       | 6     | Eilidh Child         | Grã-Bretanha   | 54.32 | Q     |
| 6             | 2       | 3     | Hanna Titimec        | Ucrânia        | 54.63 | Q, PB |
| 7             | 1       | 1     | Hanna Jaroščuk       | Ucrânia        | 54.92 | q     |
| 8             | 1       | 7     | Nickiesha Wilson     | Jamaica        | 54.94 | q, SB |
| 9             | 1       | 3     | Meghan Beesley       | Grã-Bretanha   | 54.97 | PB    |
| 10            | 1       | 8     | Irina Davydova       | Rússia         | 55.05 |       |
| 11            | 2       | 6     | Denisa Rosolová      | Chéquia        | 55.14 |       |
| 12            | 2       | 2     | Ristananna Tracey    | Jamaica        | 55.43 |       |
| 13            | 2       | 8     | Natal'ja Antjuch     | Rússia         | 55.55 |       |
| 14            | 2       | 1     | Lauren Boden         | Austrália      | 55.75 |       |
| 15            | 2       | 7     | Vania Stambolova     | Bulgária       | 56.58 |       |
| 16            | 1       | 2     | Christine Spence     | Estados Unidos | 58.35 |       |

### Final
A final foi iniciada às 20:45. 
| Classificação     | Faixa | Nome                 | Nacionalidade  | Tempo | Nota   |
| ----------------- | ----- | -------------------- | -------------- | ----- | ------ |
| Medalha de ouro   | 3     | Zuzana Hejnová       | Chéquia        | 52.83 | WL, NR |
| Medalha de prata  | 4     | Dalilah Muhammad     | Estados Unidos | 54.09 |        |
| Medalha de bronze | 6     | Lashinda Demus       | Estados Unidos | 54.27 |        |
| 4                 | 7     | Hanna Titimec        | Ucrânia        | 54.72 |        |
| 5                 | 8     | Eilidh Child         | Grã-Bretanha   | 54.86 |        |
| 6                 | 1     | Hanna Jaroščuk       | Ucrânia        | 55.01 |        |
| 7                 | 5     | Perri Shakes-Drayton | Grã-Bretanha   | 56.25 |        |
| 8                 | 2     | Nickiesha Wilson     | Jamaica        | 57.34 |        |

Legenda
| Recorde mundial       | Recorde mundial (World record)               |                       | Recorde africano                      | Recorde africano (African) |                                           | Q | Classificado por posição (Qualified) |
| Recorde do campeonato | Recorde do campeonato (Championship record)  | Recorde da América    | Recorde da América (Americas)         | q                          | Classificado por melhor tempo (Qualified) |   |                                      |
| Melhor marca do ano   | Melhor marca do ano (World leading)          | Recorde asiático      | Recorde asiático (Asian)              | DNS                        | Não largou (Did not start)                |   |                                      |
| Recorde nacional      | Recorde nacional (National record)           | Recorde europeu       | Recorde europeu (European)            | DNF                        | Não terminou (Did not finish)             |   |                                      |
| Recorde pessoal       | Recorde pessoal do atleta (Personal best)    | Recorde da Oceania    | Recorde da Oceania (Oceania)          | DSQ / DQ                   | Desclassificado (Disqualified)            |   |                                      |
| Recorde da temporada  | Recorde da temporada do atleta (Season best) | Recorde sul-americano | Recorde sul-americano (South America) | NM                         | Sem marca (No mark)                       |   |                                      |